# 傾向
| ウィキペディアには「傾向」という見出しの百科事典記事はありません（タイトルに「傾向」を含むページの一覧/「傾向」で始まるページの一覧）。 代わりにウィクショナリーのページ「傾向」が役に立つかもしれません。 |